# Salari per al treball domèstic

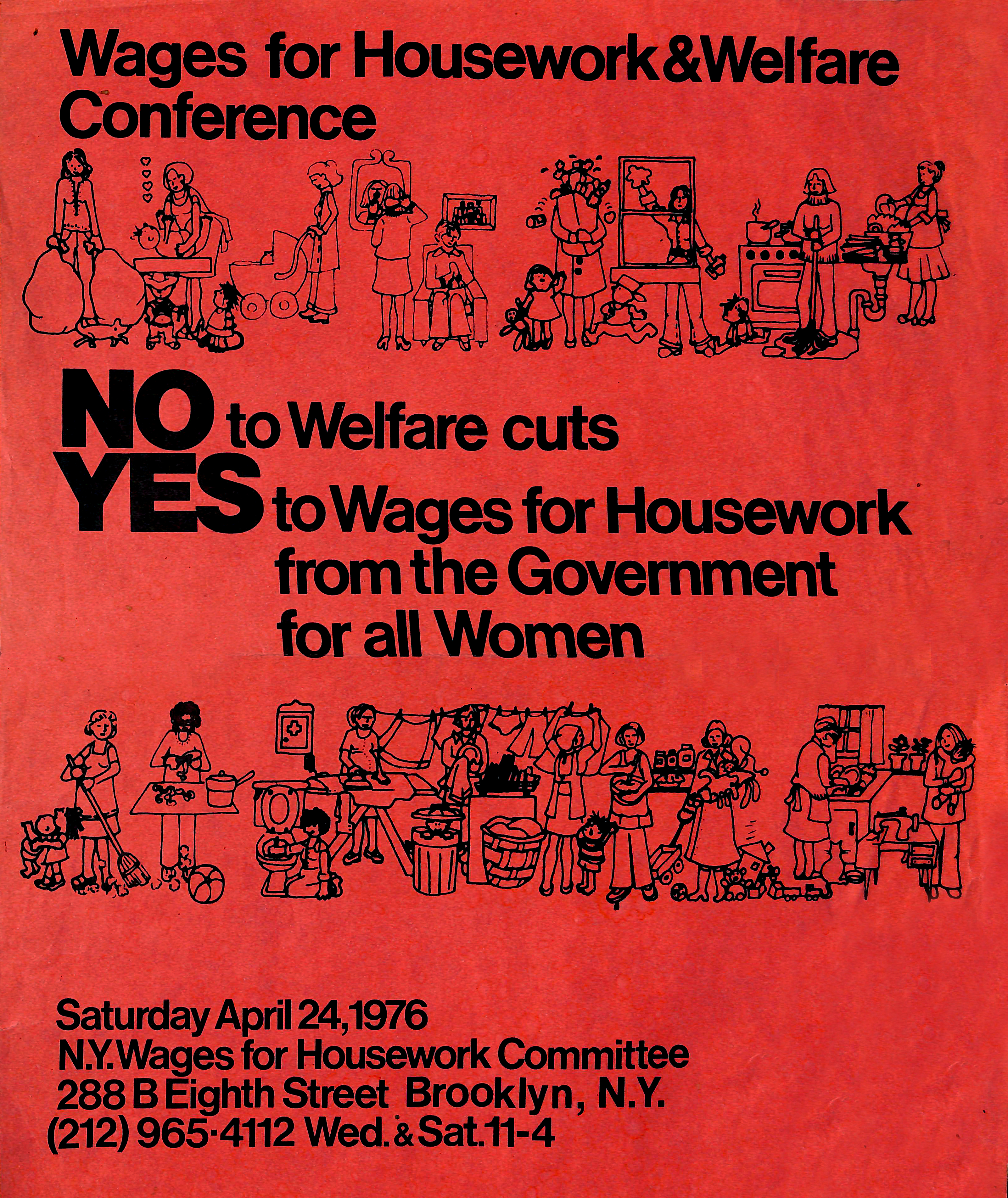
Un pòster del New York Wages for Housework Committee sobre una conferència sobre les retallades als programes de benestar.

El salari per al treball domèstic va ser reivindicat per la International Wages for Housework Campaign (IWFHC) (Campanya Internacional per un salari per al treball domèstic) que exigia el pagament de totes les tasques de cura, a la llar i a fora. Es va iniciar l'any 1972 de la mà de Mariarosa Dalla Costa, Silvia Federici, Brigitte Galtier i Selma James que van presentar la demanda de salaris per a les tasques domèstiques a la tercera Conferència Nacional d'Alliberament de la Dona a Manchester. Consideraven que la demanda d’un salari pel treball de cures no remunerat era també una perspectiva i una manera d’organitzar-se des de baix, amb sectors autònoms treballant conjuntament per posar fi a les relacions de poder.
| «                  | en To say that we want wages for housework is to expose the fact that housework is already money for capital, that capital has made and makes money out of our cooking, smiling, fucking. At the same time, it shows that we have cooked, smiled, fucked throughout the years not because it was easier for us than for anybody else, but because we did not have any other choice. Our faces have become distorted from so much smiling, our feelings have got lost from so much loving, our oversexualization has left us completely desexualized | Dir que volem un salari pel treball domèstic és exposar el fet que el treball domèstic ja és diners per al capital, que el capital ha fet i fa diners de la nostra cuina, dels nostres somriures, del nostre sexe. Al mateix temps, mostra que hem cuinat, somrigut i mantingut relacions sexuals al llarg dels anys no perquè ens fos més fàcil que a ningú altre, sinó perquè no teníem cap altra opció. Les nostres cares s’han desfigurat de tant somriure, els nostres sentiments s’han perdut de tant estimar, la nostra hipersexualització ens ha deixat completament dessexualitzades. | » |
| — Silvia Federici, | | |   |

## Cronologia
Els salaris per a les tasques domèstiques va ser una de les sis demandes incloses a Women, the Unions and Work o What Is Not to Be Done (Dones, els sindicats i la feina o què no s’ha de fer) un text de Selma James va presentar com a ponència la tercera Conferència Nacional d'Alliberament de la Dona. Poc després, es va publicar The Power of Women and the Subversion of the Community (El poder de les dones i la subversió de la comunitat), coescrit per James i Mariarosa Dalla Costa, una obra que va obrir el debat sobre el treball domèstic i es convertiria en un clàssic del moviment feminista. La seva primera edició no defensava explícitament el salari pel treball domèstic; però la tercera edició, publicada el 1975, sí que ho feia.
Després de la conferència de Manchester, James juntament amb tres o quatre dones més van formar el Power of Women Collective (Col·lectiu el poder de les dones) a Londres i Bristol per fer campanya pels salaris pel treball domèstic. El 1975 aquest col·lectiu es va reorganitzar com Campanya de salaris per a les tasques domèstiques, amb seu a Londres, Bristol, Cambridge i després Manchester.
El 1974, la campanya es va estendre a Itàlia, on van sorgir diversos grups sota el nom Salario al Lavoro Domestico (Salari pel treball domèstic) en diferents ciutats del país. Per celebrar-ho, Mariarosa Dalla Costa, una de les fundadores, va pronunciar un discurs titulat Una vaga general a Mestre, en què denunciava que cap vaga anterior havia estat realment "general", sinó que totes havien estat centrades exclusivament en els treballadors homes. A Pàdua, el grup Lotta Femminista, fundat per la mateixa Dalla Costa i Silvia Federici, va adoptar també la proposta del salari pel treball domèstic.
Entre 1974 i 1976, dins la campanya pel salari pel treball domèstic al Regne Unit, els Estats Units i el Canadà, van sorgir tres organitzacions autònomes: Wages Due Lesbians (després anomenada Queer Strike), English Collective of Prostitutes (Col·lectiu anglès de prostitutes), i Black Women for Wages (Dones negres  per salaris per a les tasques domèstiques ) (reanomenada Women of Colour in the Global Women’s Strike) cofundada per Margaret Prescod.
El grup Dones negres per salaris per a les tasques domèstiques es va centrar en qüestions específiques de les dones negres i del Tercer Món, inclosa la reclamació de reparacions per l'esclavitud, l'imperialisme i el neocolonialisme. El grup Queer Strike demanaven salaris per a les tasques domèstiques i volien que les lesbianes incloguessin en aquests salaris perquè no fossin exclusivament per a "dones heteronormatives" perquè així totes les dones tinguin el poder econòmic per permetre's opcions sexuals". També va treballar juntament amb el grup The Lesbian Mothers' National Defense Fund, fundat el 1974 i amb seu a Seattle, que tenia com a objectiu ajudar les mares lesbianes que havien de lluitar per casos de custòdia. El 1984 es va fundar WinVisible (dones amb discapacitats visibles i invisibles) al Regne Unit com a organització autònoma dins de l'IWFHC.

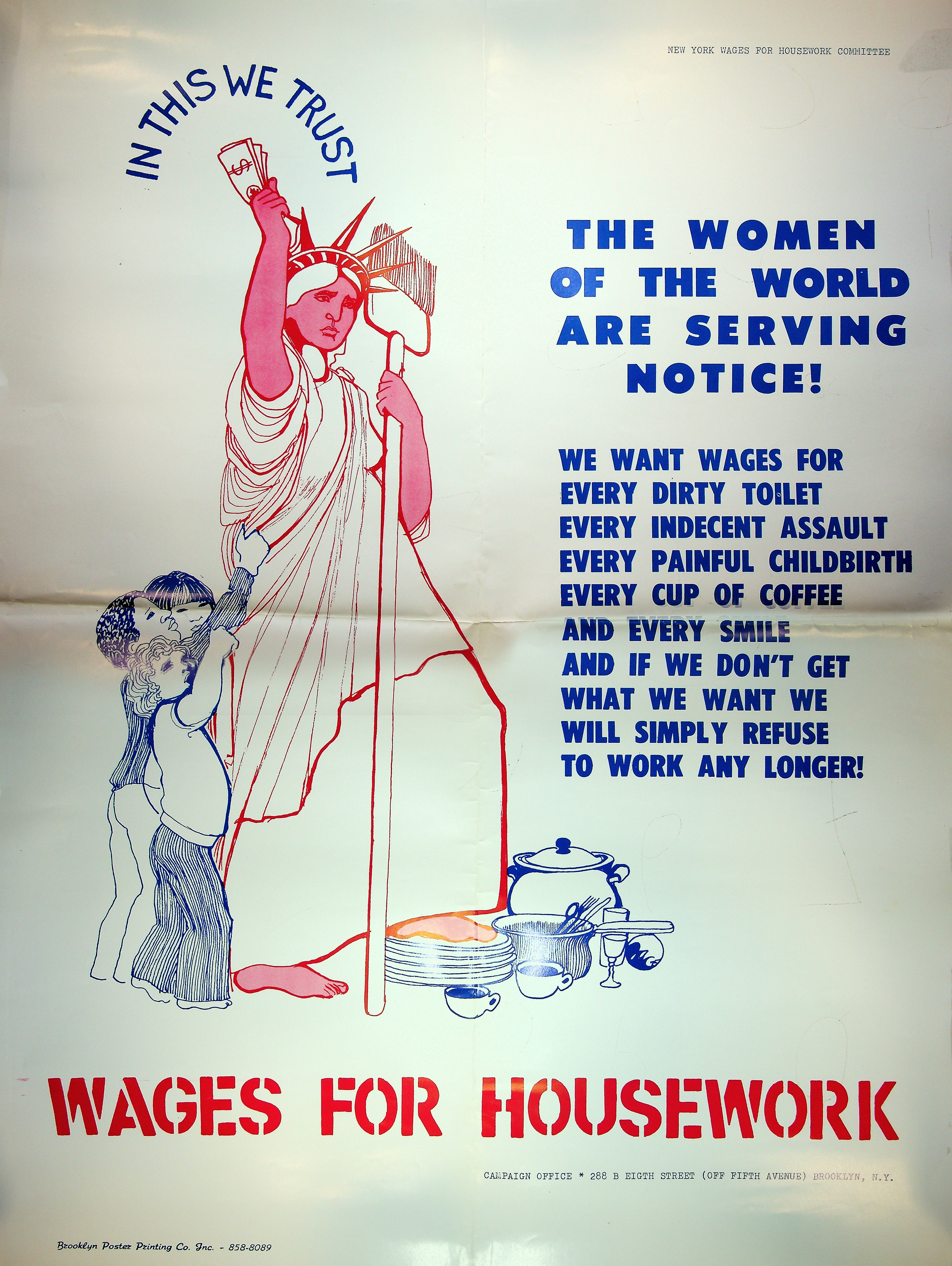
Pòster creat pel Wages for Housework Committee, 1974 Brooklyn

| « | The Women of the World Are Serving Notice! We want wages for every dirty toilet every indecent assault every painful childbirth every cup of coffee and every smile and if we don't get what we want we will simply refuse to work any longer!\| | Les dones del món donen el toc d’alerta! Volem un salari per cada vàter brut, cada agressió indecent, cada part dolorós, cada tassa de cafè, i cada somriure. I si no aconseguim el que volem, simplement ens negarem a continuar treballant! | » |

L’any 1975, Silvia Federici va crear a Nova York el Wages for Housework Committee (Comitè pel salari pel treball domèstic) i va obrir una oficina al barri de Brooklyn. Els fullets que es distribuïen per promoure el comitè feien una crida a totes les dones a sumar-s’hi, fos quin fos el seu estat civil, nacionalitat, orientació sexual, nombre de criatures o situació laboral. Aquell mateix any, Federici va publicar Wages Against Housework (Salaris contra el treball domèstic), l’obra més emblemàtica i àmpliament associada al moviment pel reconeixement i la remuneració del treball de cures.
Durant les dècades dels vuitanta i noranta, el International Wages for Housework Campaign , que representava diversos països del Sud Global i del Nord Global, va fer pressió a les Conferències de les Nacions Unides sobre les Dones perquè es reconegués el treball no remunerat. Van aconseguir que l’ONU aprovés resolucions pioneres que reconeixien el treball de cures no remunerat que fan les dones a la llar, a la terra i a la comunitat. També van posar de manifest el racisme ambiental que afectava les comunitats racialitzades i les comunitats amb baixos ingressos, unint dones del Sud i del Nord Global que lideraven moviments contra la contaminació i la destrucció causada pels militars i les multinacionals.
La campanya de salaris per a les tasques domèstiques  Dones de més de 60 països d'arreu del món van participar en la protesta. Des de l'any 2000 es va continuar la crida per un salari digne per a les dones i altres cuidadors, i han liderat o s'han sumat a campanyes centrades en l'equitat salarial, la violència contra les dones i els drets de les treballadores sexuals, entre altres qüestions.
L’any 2019, la xarxa Global Women’s Strike (GWS) i la campanya Wages for Housework es van unir a una coalició d'organitzacions i el 8 de març de 2000, van convocar una vaga mundial de dones per exigir, entre altres coses, el reconeixement i la remuneració de totes les feines de cura, a través de salaris, pensions, accés a terres i altres recursos.
Selma James, cofundadora de la campanya Wages for Housework, juntament amb altres membres de la GWS, va contribuir a l’informe  sobre Nou Pacte verd per Europa, que incloïa una recomanació política per “finançar uns ingressos per cura” com a compensació per activitats no remunerades, com ara la cura de les persones, l’entorn urbà i el món natural. La proposta d’uns “ingressos per cures” amplia la demanda original de salaris per a les tasques domèstiques, per tal d’incloure tot el treball essencial i encara no remunerat (o mal pagat) que implica tenir cura de les persones, del planeta i, en definitiva, de la vida.
El 9 d'abril de 2020, en resposta a la pandèmia de coronavirus COVID-19 i l'emergència climàtica, les xarxes Global Women's Strike i Women of Color van publicar una carta oberta als governs per ampliar la seva crida per a uns "ingressos per cures".
L’any 2021 va entrar en vigor un nou codi civil a la Xina, que estableix que un cònjuge pot sol·licitar una compensació en cas de divorci si ha assumit més responsabilitats que l’altre en la cura de familiars grans, la criança dels fills i/o el suport a la feina de l’altre cònjuge. Concretament, l’article 1088 del Codi Civil disposa que: “Quan un dels cònjuges assumeixi de manera desproporcionada les tasques de criança dels fills, de cura de persones grans o d’assistència a l’altre cònjuge en la seva feina, té dret a demanar una compensació en cas de divorci”. En un cas històric aquell mateix any, un tribunal de districte de Pequín va dictaminar que un home (conegut públicament pel cognom Chen) havia de compensar la seva exdona (coneguda pel cognom Wang) pel treball domèstic que va dur a terme durant el matrimoni. El tribunal li va concedir una compensació de 50.000 iuans (uns 7.700 dòlars o 5.460 lliures) per cinc anys de treball no remunerat.

## Polèmiques
Els crítics han argumentat que oferir salaris per a les tasques domèstiques podria reforçar o institucionalitzar encara més els rols específics de gènere en relació amb les tasques domèstiques i el treball de cura de manera més àmplia. En lloc de proporcionar salaris per a les tasques domèstiques, argumenten, l'objectiu hauria de ser l'alliberament i el paper degradant i subordinat de la "mestressa de casa". En canvi, les feministes haurien de centrar-se a augmentar les oportunitats de les dones en la força de treball remunerada amb equitat salarial, alhora que promouen una distribució més equitativa del treball no remunerat a la llar. Les defensores dels salaris per a les tasques domèstiques també donen suport a la igualtat d'oportunitats i l'equitat salarial, però, argumenten que l'entrada a la força de treball no desafia prou el paper social de les dones a la llar ni comporta una distribució més equitativa del treball de cura no remunerat. De fet, la majoria de les vegades, les dones que s'han incorporat al món laboral assalariat s'enfronten sovint una doble presència, el primer treball remunerat al mercat laboral i el segon treball domèstic no remunerat de forma sincrònica i simultània. Segons una estimació global, les dones passen 4,5 hores de treball no remunerat al dia, el doble d'hores que els homes de mitjana.
Altres crítiques inclouen la preocupació que oferir salaris per a les tasques domèstiques mercantilitzaria les relacions humanes íntimes d'amor i cura i les subsumiria en relacions capitalistes. Tanmateix, els defensors dels salaris per a les tasques domèstiques disputen aquesta "visió reductora" de la seva proposta. Per exemple, segons Silvia Federici, la demanda de salaris per a les tasques domèstiques no es refereix només a la remuneració del treball no remunerat o l'apoderament financer i la independència de les dones. Més aviat, també és una perspectiva política i una estratègia revolucionària per fer més visible el treball invisible, per desmitificar i trencar la dependència estructural del capitalisme en el treball no remunerat de les dones (majoritàriament) i per subvertir el suposat paper social natural de la "mestressa de casa" que el capital ha inventat per a les dones.
El pagament dels salaris per a les tasques domèstiques també requeriria capital per pagar la immensa quantitat de treball de cura no remunerat (realitzat en gran part per dones) que reprodueix actualment la força de treball. Segons un informe d'⁣Oxfam i l'Institut d'Investigació de Política de Dones, el valor monetari del treball de cura no remunerat s'estima en gairebé 11 bilions de dòlars anuals. Això suposa un enorme subsidi a l'economia capitalista, i pagar-lo probablement faria antieconòmic el sistema actual, subvertint les relacions socials en el procés.
Les estimacions monetàries d'aquest tipus s'utilitzen per demostrar l'escala del treball no remunerat en relació amb el treball assalariat més visible. Tanmateix, els defensors dels salaris per a les tasques domèstiques no advoquen per la comercialització i la mercantilització del treball de cura no remunerat. En canvi, han promogut el finançament públic d'aquests programes com a part d'un projecte més ampli de reconeixement i revaloració del paper indispensable del treball de cura no remunerat per a la societat i l'economia. Algunes estudioses feministes també han demanat la creació de nous sistemes d'atenció i subministrament bàsic basats en els procomuns que operen fora del mercat i de l'estat, i per la defensa dels procomuns existents, especialment a les comunitats del Sud Global.

## Influències primerenques
Algunes de les primeres feministes van centrar la independència econòmica de les dones juntament amb el paper de la mestressa de casa en relació amb l'opressió de les dones. El 1898 Charlotte Perkins Gilman va publicar Women and Economics. Aquest llibre defensava les tasques domèstiques remunerades 74 anys abans de la fundació de la Campanya internacional de salaris per a les tasques domèstiques i defensava ampliar la definició de la dona a la llar. Afirmà que "les dones, com a asseguradores del servei domèstic, tenen dret als salaris de cuiners, mestresses de la llar, mainaderes, cosidores o mestresses de la llar" i que proporcionar a les dones independència econòmica és clau per al seu alliberament. Alva Myrdal, una feminista sueca, es va centrar en l'atenció a la infància i l'habitatge patrocinats per l'estat, per tal d'alleujar la càrrega de criar a les mares. A El segon sexe de Simone de Beauvoir, en què de Beauvoir afirma que les dones no poden trobar la transcendència a través del treball domèstic no remunerat. Aquesta idea es fa ressò a La mítica de la feminitat de Betty Friedan on s’assenyala que les dones no poden sentir-se realitzades només dins l’àmbit domèstic. Aquest plantejament va ser clau per a molts dels objectius del feminisme de la segona onada, i cal destacar la connexió entre aquesta obra i la campanya per salaris per a les tasques domèstiques.
Potser la influència primerenca més important per a la campanya moderna de salaris per a les tasques domèstiques és el treball d'Eleanor Rathbone, la diputada feminista independent que va fer campanya durant dècades perquè les mares tinguessin ingressos independents en reconeixement de la seva feina en la cria dels fills. Va considerar que això era essencial per posar fi a la pobresa de les mares i els infants i la seva dependència d'un salari masculí. Va exposar el seu cas a la seva publicació de 1924, The Disinherited Family (republicada per Falling Wall Press el 1986). La seva campanya de 25 anys dins i fora del Parlament va guanyar el subsidi familiar per a totes les mares del Regne Unit i va ser la primera mesura de l'estat del benestar de 1945.

## Publicacions
- Selma James, pròleg de Marcus Rediker, introducció de Nina López. Sexe, raça i classe: la perspectiva de guanyar una selecció d'escrits 1952–2011. Premsa PM. 2012 https://www.pmpress.org/blog/authors-artists-comrades/selma-james/
- Louise Toupin . Le salaire au travail ménager. Crònica d'una lluita femenina internacional (1972–1977) Éditions du Remue-Ménage, 2014.
- Sílvia Federici. Wages against housework. Publicat conjuntament per Power of Women Collective i Falling Wall Press, 1975. (Enllaç al text complet).